# 收復失地運動
再征服運動（西班牙語，意为“重新征服”），亦稱為復國運動、復地運動，是718至1492年間（安达卢斯或阿拉伯殖民西班牙的时期），位於西歐伊比利亚半岛北部的天主教各國逐渐战胜南部穆斯林摩尔人政权的運動。史學家以718年，倭馬亞阿拉伯征服西哥特王國，以及阿斯圖里亞斯王國建國為收复失地运动的開端，以1492年西班牙攻陷格拉纳达為終。

## 伊斯蘭勢力入侵伊比利亞半島与基督教势力的抵抗（711年－1031年）

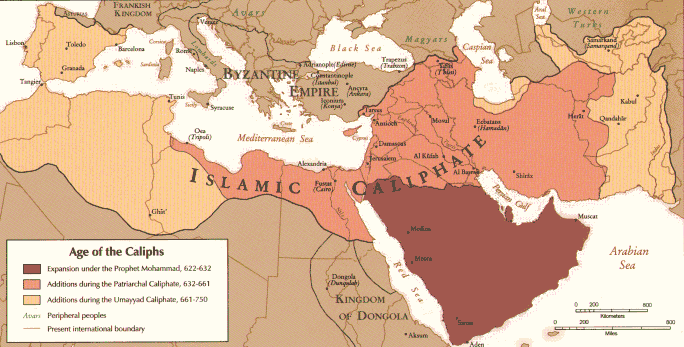
倭馬亞王朝的版圖

### 倭馬亞王朝的入侵與西哥特王國的滅亡
自7世紀起，來自阿拉伯的伊斯蘭勢力不斷增強。阿拉伯帝國的倭馬亞王朝建立後，其勢力開始影響西亞、北非等地。8世紀初，阿拉伯帝國的疆域延伸至北非的西端。710年，阿拉伯帝國的穆斯林跨過直布羅陀海峽，在伊比利亚半岛登陸。他們不時侵擾城鎮，而當時伊比利亞的西哥德王國不能作出有力的抵抗。因此，以北非柏柏爾為首的新穆斯林們起了擴張之心，於翌年組織軍隊出擊伊比利亞半島。
711年，由塔里克·伊本·齊亞德所組織的遠征軍越過直布羅陀海峽，向伊比利亞半島進攻。同年7月19日，穆斯林在瓜達萊特河一帶擊潰西哥德人，西哥德國王罗德里克戰死。西哥德王國後繼無人，倭馬亞王朝趁西哥德內部的混亂開始擴大其支配範圍。至710年代末，穆斯林把伊比利亞南部，今西班牙境內的安達盧西亞地區完全佔據。穆斯林乘勝追擊，對比利牛斯山北部作出攻勢。714年，伊比利亞大部份的土地落入阿拉伯帝國的手中。阿拉伯帝國在統治初期採取了宗教寬容政策，實現與當地的天主教共存。然而因為信仰上的差異，當地的社會問題日益增加，再加上阿拉伯穆斯林統治者之間發生了政治及宗教上的長期紛爭，持續的內耗和戰爭致使民不聊生，令原先逃亡至北邊的前西哥德基督徒貴族有機會恢復元氣，可以在日後對南部的穆斯林作持續反擊。

### 阿斯圖里亞斯的動亂與後倭馬亞王朝的建立

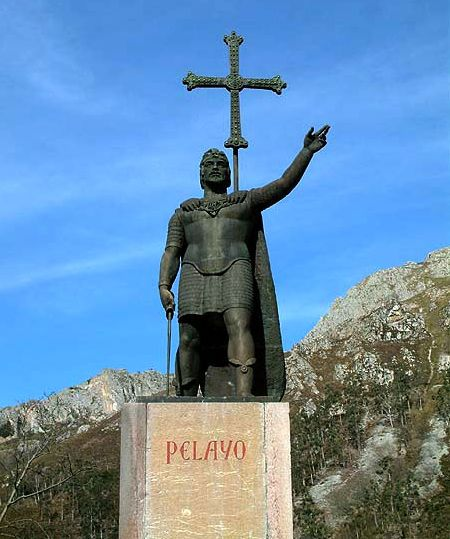
佩拉約銅像

718年，前哥特貴族佩拉约率領阿斯圖里亞斯的天主教徒進行起事，並建立阿斯圖里亞斯王國，這一年被认为是收复失地运动的肇始。724年，佩拉約在西班牙北部的科瓦東加取得對穆斯林作戰的第一次勝利。同一時間，坎塔布里亞的佩德羅公爵也把境內的穆斯林逐出。此後，兩國為了增強反對穆斯林的力量，便進行聯姻。佩德羅公爵之子，阿方索一世與佩拉約的女兒結婚。兩國亦因此統一，阿斯圖里亞斯王國更穩固了在伊比利亞北部的勢力，並準備向南方反攻阿拉伯帝國軍。
732年，法蘭克王國的宮相鐵錘查理在都尔战役中取得勝利。而在751年後，法蘭克王國的墨洛溫王朝滅亡，新興的卡洛林王室轉為傾向侵略的外交政策，令阿拉伯帝國的統治受到打擊。此外，倭馬亞王朝廣大的版圖亦導致各地頻繁的叛亂，但是倭馬亞的統治者對此卻束手無策。750年，伊本·阿巴斯的后人阿布·阿拔斯成功推翻倭馬亞家族，並建立阿拔斯王朝。倭馬亞家族的阿卜杜勒·拉赫曼一世逃亡至伊比利亞半島，並在西班牙南部的科尔多瓦成立後倭馬亞王朝，并成为「科爾多瓦埃米爾」（埃米爾即總督之意），展開了後倭馬亞王朝在當地的統治。

### 法蘭克王國的入侵與伊比利亞北部的獨立

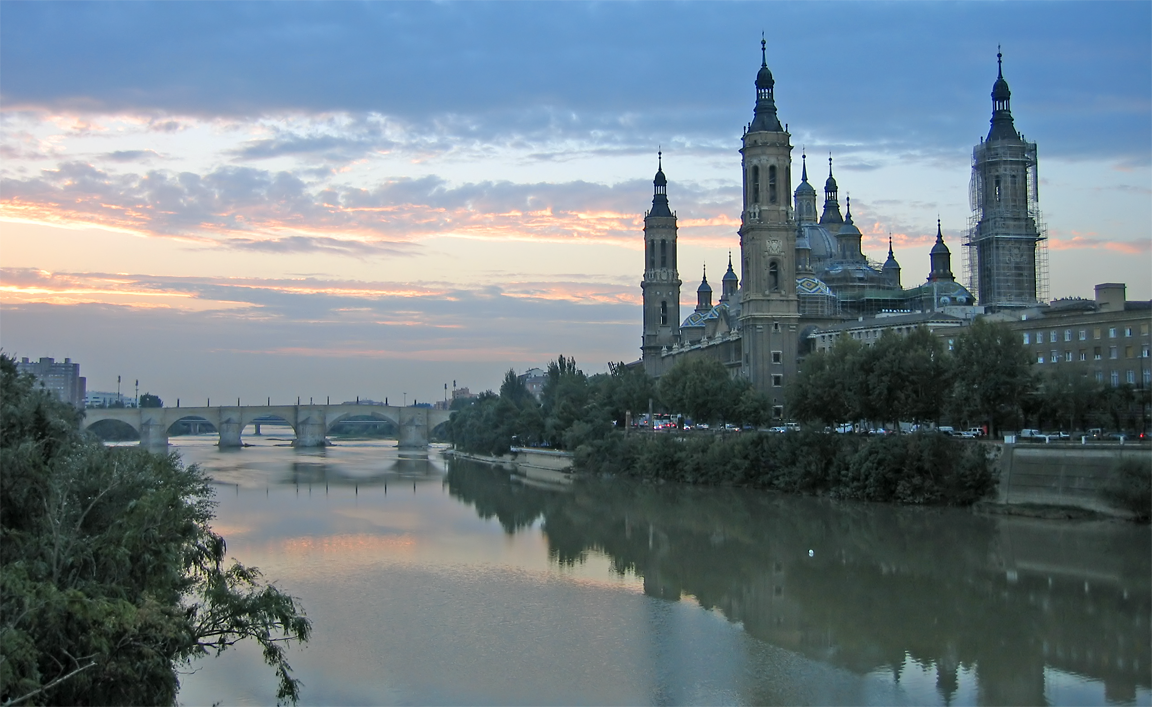
穆斯林及天主教徒的爭奪地──薩拉戈薩

可是，後倭馬亞王朝在此時正面對著外憂和內患，先有來自北方天主教徒的反對勢力，後有國內阿拔斯王朝支持者的亂事。778年，法蘭克新君查理曼率軍南下，包圍薩拉戈薩。但是，法蘭克王國突然發生叛變，查理曼不得不收兵撤退，而拉赫曼一世便抓著這個機會收復被天主教徒奪回的領土。後來，法蘭克人再次在785年出兵，王子路易一世（814年繼位）沿著地中海沿岸攻擊後倭馬亞的軍隊，並取得西班牙南部的吉隆納橋頭堡，繼續南下攻勢。
810年，法蘭克大軍成功佔領巴塞隆納，法蘭克君主把該地封給巴塞隆納伯爵，讓他管理奪回的加泰罗尼亚地區。但是，因為法蘭克和加泰羅尼亞在地理上的隔閡，令加泰羅尼亞不久就燃起獨立之心，欲擺脫了法蘭克王國的統治。不久後，當地的權貴伊內哥·阿里斯塔推翻巴塞隆納公爵，取而代之成為當地的統治者。為了獨立，他曾擊退了後倭馬亞的鎮壓軍，以及抵抗欲進一步擴張的法蘭克王國。805年，新興的阿拉贡王国建立，而阿里斯塔亦於824年建立起納瓦拉王國。其後，兩國的關係趨於緊密，而阿拉貢王國亦在後來通過聯姻併入納瓦拉王國。

### 萊昂王國的建國與阿卜杜勒·拉赫曼三世的治世
另一方面，科爾多瓦的後倭馬亞政權在9世紀中葉開始動搖。這個時候，各地的總督及貴族紛紛策動獨立，而天主教徒也不斷發生起事，如托萊多的大規模起事，就令後倭馬亞王室費了近二十年的時間來鎮壓。阿斯圖里亞斯王國亦乘後倭馬亞的困局大舉擴張版圖。10世紀初，它就支配了杜埃河以北一帶的土地。914年，阿斯圖里亞斯國王加西亞四世遷都萊昂，從此改名萊昂王國，盤踞伊比利亞半島北部。
可是，自阿卜杜勒·拉赫曼三世在912年即位，成為後倭馬亞埃米爾後，後倭馬亞王朝就再次恢復統治能力。他先後多次撲滅了國內的反對勢力，而他亦專注於國內內政。在他的統治下，後倭馬亞王朝的經濟突飛猛進，不但解除了倭馬亞家族崩潰的危機，更令後倭馬亞王朝的國力達至頂峰，成就後倭馬亞王朝最繁盛的時代。同一時間，自稱為伊斯蘭教先知穆罕默德的女兒聖女法蒂瑪後代的伊斯蘭什葉派首領在北非建立法蒂瑪王朝，而雙方元首都稱自己為哈里发，並要求對方臣服於己。因此拉赫曼三世不久後越過直布羅陀海峽，直抵摩洛哥，並與法蒂瑪王朝軍進行交鋒，可見「西班牙」穆斯林統治者的政治中心仍是以中東地區為主。
932年，拉赫曼三世開始剿平天主教勢力，並率軍北上向天主教城市發動攻擊。937年，後倭馬亞軍攻陷天主教重鎮薩拉戈薩。以萊昂、納瓦拉、卡斯蒂利亚三地為中心的天主教勢力再次面對著伊斯蘭的入侵勢力，便開始團結起來，反抗伊斯蘭勢力的再次橫侵。939年，聯軍在錫曼卡斯戰役中大敗後倭馬亞的軍隊，拉赫曼三世敗走南方。此後，拉赫曼三世開始針對北非的事務。他曾經控制摩洛哥的大部分土地，但不久就被法蒂瑪軍奪回。直至963年，拉赫曼退守北非的休達，經歷遠征的失敗後，他再次把擴張的目光投向伊比利亞半島。

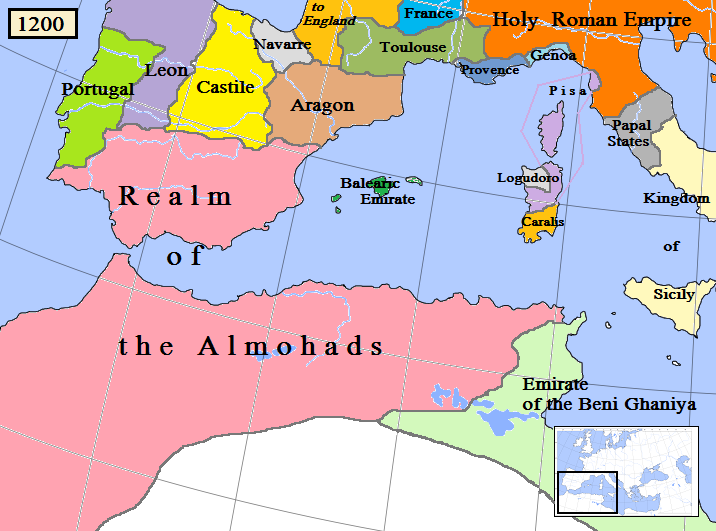
1200年的穆斯林的阿爾摩哈德王朝以及基督徒的葡萄牙、卡斯蒂利亞、萊昂、阿拉貢、纳瓦拉納王國

### 卡斯提爾的建國與穆罕默德·曼蘇爾的抬頭
自9世紀起，萊昂王國的東部就被稱為卡斯蒂利亚，即「城堡」之意。在932年，為了作為對抗穆斯林的屏障，萊昂國王就在此地設置卡斯蒂利亚伯国。可是，卡斯提爾伯爵就逐漸萌生了獨立的念頭，更欲攻佔萊昂王國，自封為王。951年，卡斯提爾伯爵費爾南·岡薩雷斯向萊昂王國要求繼承王位不果，兩國戰端因此而開。958年，萊昂國王桑喬一世被迫放棄王位，不久他與後倭馬亞立約：只要後倭馬亞出兵援助他恢復王位，便答應向後倭馬亞稱臣及割讓土地。960年，桑喬一世復位，但不承認與後倭馬亞王朝的約定。後倭馬亞王朝的統治者有鑑於北非戰線正處於膠著狀態，便轉而開展伊比利亞戰線，順便報復桑喬的不守信用。後倭馬亞軍這次採取了集中兵力一點突破的戰略，成功擋住法蒂瑪軍的進擊，同時也再次於錫曼卡斯大敗基督聯合軍，並再次佔領了巴塞隆納及潘普洛纳。基督聯合軍處於劣勢下不得不求和。最後，天主教各國以向後倭馬亞進貢作為雙方停戰的條件。
976年，後倭馬亞王朝的希沙姆二世即位。因於希沙姆未成年，所以政務由輔政大臣阿布·埃米爾·曼蘇爾總攬。一些國內權貴嫉妒其權勢，欲除之而後快。曼蘇爾便聯合卡斯提爾進行反擊。不久，起事的權貴敗亡，曼蘇爾便調轉槍頭突擊盟友卡斯提爾，天主教勢力因而再次團結起來，對抗曼蘇爾。曼蘇爾巧妙地使用戰略，成功橫掃整個伊比利亞半島。巴塞隆納、潘普洛纳及波圖等地相繼陷落。天主教勢力至此完全敗北，並全部向後倭馬亞俯首稱臣，納瓦拉女王更下嫁予曼蘇爾。因此，曼蘇爾被穆斯林稱作「真主庇佑的勝利者」。

### 後倭馬亞王朝的衰亡與泰法割據年代的開幕
經歷了三十多年的和平後，曼蘇爾在1002年去世。在他去世後的十年間，後倭馬亞王朝的國勢日衰。後來，曼蘇爾之子開始自稱為哈里發的繼承人，並推行優待柏柏爾人的政策，惹得各阿拉伯部族的強烈反感。1008年，科爾多瓦發生政變，曼蘇爾之子被殺，希沙姆二世黯然退位。此時的穆罕默德和蘇萊曼二人受到人民擁戴，更被推舉為哈里發，但後倭馬亞王朝仍處於動蕩不安的社會局面。
雖然兩人都成為哈里發，但穆罕默德二世與蘇萊曼不同之處是前者佔據著以科爾多瓦為中心的伊比利亞南部領土，後者則沒有任何領地。因此，蘇萊曼向卡斯提爾求援，並成功攻下科爾多瓦。此例一開，國內很多的叛亂勢力便引入北部的天主教勢力來壯大自己的勢力，令內亂更趨激化，哈里發的存在變得有名無實。1031年，後倭馬亞末代哈里發希沙姆三世被罷黜，後倭馬亞王朝正式宣告解體。自此，後倭馬亞王朝本來的領地被泰法（Taifa，類似中國的諸侯國）割據，形成小國林立的局面。塞維利亞、薩拉戈薩、托萊多、格拉纳达等地成為了這些泰法的割據領地，而彼此間更為了爭奪統治權更開始互相攻伐。

## 天主教勢力的南下（1031年－1251年）

### 卡斯提爾王國的內亂與興盛
隨著後倭馬亞王朝的衰亡，伊比利亞北部的天主教勢力再次出現內訌。納瓦拉國王桑喬大帝為了統一西班牙天主教各國，便向萊昂王國作出攻擊，以擴張勢力。其後，他更迎娶了卡斯提爾的王后莫內阿東娜·埃爾比拉。1029年，卡斯提爾伯爵加西亞·桑切斯遭到暗殺，令卡斯提爾伯國併入納瓦拉王國。1035年，桑喬大帝去世，其領地被子女分割。長子加西亞·桑切斯三世得到納瓦拉；次子斐迪南一世分得卡斯提爾；索夫拉韋為三子岡薩羅·桑切斯所得；最後的亞拉岡由幼子拉米羅一世繼承。此時，卡斯提爾和亞拉岡都得到了王號，稱為「卡斯提爾王國」和「亞拉岡王國」。
1037年，斐迪南一世兼併萊昂王國，卡斯提爾－莱昂联合王国正式建國，他更從穆斯林手中奪回托萊多城。1065年，斐迪南一世在遠征瓦倫西亞的途中病逝，因此，卡斯提爾－萊昂聯合王國開始分裂，形成由長子桑喬二世統領的卡斯提爾、次子阿方索六世管治的萊昂及三子加西亞管轄的加利西亞三國。
可是，三人都想完全繼承父親的江山，戰爭一觸即發。其後，阿方索六世在1071年被三弟加西亞打敗，更在1072年被兄長桑喬二世逼使敗走托萊多城。在托萊多城中，他學到大量的伊斯蘭知識。同年，其兄長桑喬二世遭阿方索六世派人暗殺，阿方索六世復位。此後，阿方索立刻進攻加利西亞等地，以進一步兼併兄弟的領土，而卡斯提爾－萊昂聯合王國亦再次統一。1076年，納瓦拉國王桑喬四世亦遭行刺，阿方索六世趁機大舉入侵納瓦拉。可是，機智的亞拉岡國王桑喬·拉米雷斯先發制人，繼承了納瓦拉王國，令阿方索六世無可奈何。
其後，阿方索六世向南擴張，征服南部的泰法諸國。而一些主要的泰法選擇向卡斯提爾進貢而避免戰禍。1080年，阿方索六世完全掌握托萊多王國的支配權。不久，國內發生叛變，而反對托萊多國王的薩拉戈薩王國和塞維利亞王國請來阿方索助戰。1085年，托萊多陷落，阿方索更在翌年攻堅瓦倫西亞。阿方索在攻陷托萊多王國後，自稱「全西班牙皇帝」。

### 穆拉比特王朝的擴展與泰法諸國的合併
1056年，由摩尔人領導，北非毛里塔尼亚的穆拉比特王朝正式建國。開始北征的穆拉比特王朝在1084年支配了摩洛哥和迦納王國，兩年後的1086年，塞維利亞、格拉纳达及巴達霍斯等國為了抗衡日益強大的阿方索六世而向穆拉比特王朝借兵，穆拉比特君主优素福·本·塔什芬打算以此擴充勢力，便欣然答應。同年6月30日，優素福親率大軍登陸伊比利亞半島，並與泰法各國的聯軍會師北上，前去解救被阿方索六世大軍包圍下的薩拉戈薩。10月23日，卡斯提爾軍與穆拉比特王朝為首的泰法聯軍相遇，爆發萨拉卡战役，結果卡斯提爾軍大敗，阿方索六世撤退。自此，阿方索的威信大減，而凱旋而歸的泰法諸國則開始坐大，更停止向卡斯提爾進貢。
穆拉比特王朝軍返回摩洛哥後，心有不甘的卡斯提爾軍重整旗鼓，再度開闢南方攻勢，穆拉比特軍再次受到泰法的求援。1089年，優素福第二度登陸伊比利亞半島。次年包圍托萊多城。可是，泰法諸國並不對穆拉比特軍作出支援，而是向卡斯提爾秘密講和。這使得優素福大怒撤退。1091年，為了報復泰法各國的背叛，優素福第三次登陸伊比利亞半島，強行以武力征服泰法各國以作報復。
優素福在登陸後，快速征服科尔多瓦和塞維利亞，1094年攻下里斯本。1102年，他乘著瓦倫西亞城主熙德逝世，大舉侵佔此城。1107年，優素福辭世，其子阿里·優素福繼位。可是穆拉比特王朝的氣勢沒有退卻，阿方索六世也沒有有效的策略擊退敵人。結果，兩軍在1108年的會戰中令阿方索失去了兒子和唯一的繼承人桑喬。1110年，薩拉戈薩被穆拉比特王朝軍佔領，伊比利亞南部完成統一。

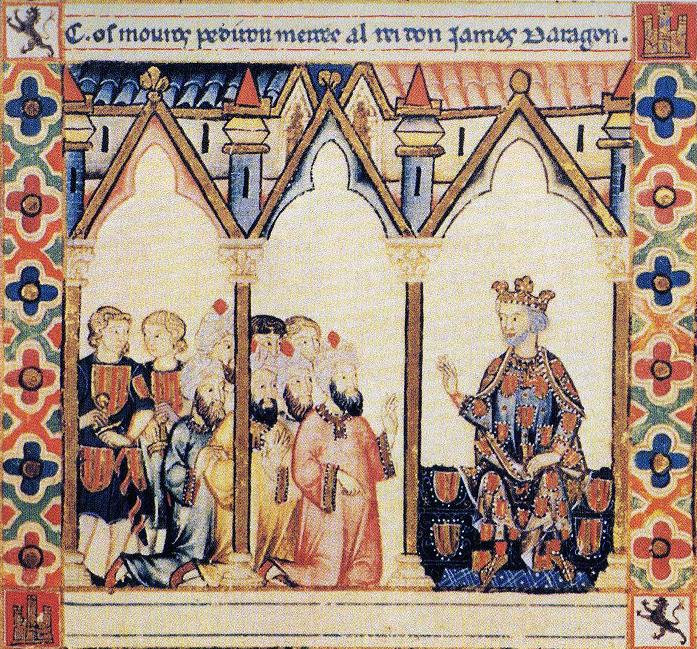
摩爾人請求阿拉貢的詹姆斯一世的准許

葡萄牙基督騎士團的十字

### 亞拉岡王國的興隆與葡萄牙的建國
在1035年建國的阿拉贡王国早期受到西方的納瓦拉、南部的薩拉戈薩、東邊的加泰罗尼亚三大強勢所包圍，令它的領土擴張受到限制。1076年，納瓦拉國王桑喬四世遭到行刺，擁有納瓦拉繼承權的亞拉貢王國和卡斯提爾王國便同時向納瓦拉進攻以爭奪領土的繼承。亞拉岡的桑喬·拉米雷斯因先取得潘普洛纳而成為了納瓦拉國王。穩固當地勢力以後，阿拉貢國王立刻向南方出兵。1104年，威武的阿方索即位，亞拉岡的攻勢變得更積極，更在1118年自穆拉比特王朝手中奪回薩拉戈薩。自此，埃布羅河的中游成為了亞拉岡王國勢力範圍的中心。
1134年，阿方索在弗臘加戰役中身受重傷而離世，其國土被弟弟拉米羅二世和族弟加西亞四世所瓜分，令納瓦拉王國再次分裂出來。三年後，拉米羅二世遁入修道院，由於他膝下無男嗣，所以亞拉岡王國由女兒佩德罗尼拉繼承。而佩德羅尼拉的丈夫正好是巴塞隆納伯爵，這使得加泰羅尼亞得以和亞拉岡王國合併，形成加泰罗尼亚－阿拉贡联合王国。
而收復失地運動的另一主角葡萄牙王國也在此時建國。11世紀中葉，它處於科英布拉以北的萊昂王國（卡斯提爾－萊昂聯合王國）的支配下。1094年，阿方索六世的女婿勃艮第的亨利被封為葡萄牙伯爵，而其子阿方索·恩里克斯則欲策動獨立，擺脫與萊昂王國的臣屬關係。1139年，阿方索·恩里克斯戰勝了穆拉比特王朝軍，乘機策動獨立，自封為葡萄牙君主阿方索一世。而當初強烈反對葡萄牙獨立的萊昂王國在羅馬教廷的調停下，亦只好在1143年承認葡萄牙的獨立。1147年，阿方索一世攻陷穆拉比特王朝統治下的里斯本，形成了版圖逐漸擴大的葡萄牙王國。

### 阿方索七世的分裂策略與穆拉比特王朝的消亡
1126年，阿方索七世即位為卡斯提爾國王。一如既往，他繼續向南方進行攻勢，以分割伊斯蘭的勢力。此時，穆拉比特王朝恰巧受到伊比利亞南部的叛亂所擾。而這些叛亂大多都是由天主教徒所發動，或是對統治階級有所不滿的阿拉伯人所發起的。而阿方索看準這個時機，援助這些希望復國的舊泰法諸國遺臣，以推翻穆拉比特王朝。
曾一時控制整個伊比利亞南部的穆拉比特王朝，開始進入了暮年。1121年，自稱「马赫迪」（伊斯蘭救世主之意）的伊本·图迈尔特在摩洛哥發起動亂，並開始帶領穆瓦希德人對穆拉比特王朝進行攻擊。1147年，穆拉比特首都马拉喀什淪陷，穆拉比特王朝滅亡，由阿尔摩哈德王朝取代。
隨著穆拉比特王朝的崩潰，大量的獨立勢力再次在伊比利亞南部誕生，泰法割據的年代再次來臨。可是，南部的分裂狀態並不持久。新興的阿爾摩哈德王朝受到阿方索七世的支援下，成功征服伊比利亞南部大部分的領土，並與北部天主教國家勢力對峙著。

### 教宗的號召與托洛薩會戰

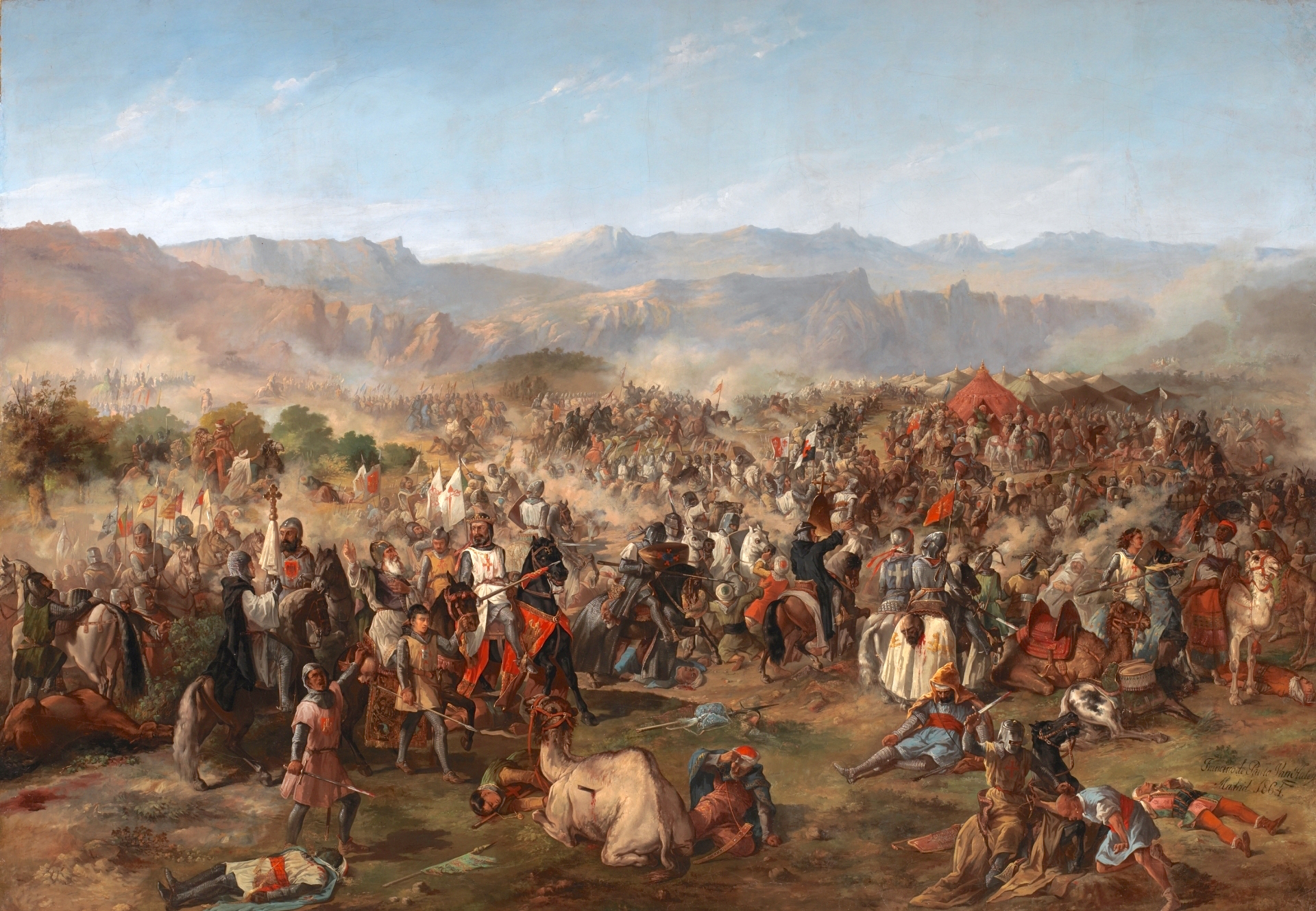
1211年的托洛薩會戰

12世紀後期，阿爾摩哈德王朝和北部的天主教各國勢均力敵。天主教各國都把重心放于擴大自己的勢力，統一戰線不太可能；而據地在北非的阿爾摩哈德王朝亦只留意東方的發展，對伊比利亞沒有太大的作戰能力。這樣的勢力均衡，令雙方都沒有決定性的局面可以突破。可是，當阿布·優素福·葉爾孤白即位後，這個情況有所改變。1195年，他在阿拉科斯战役中率軍擊破了卡斯提爾國王阿方索八世的軍隊。後來，葉爾孤白於1197年更連下马德里及托萊多兩城，天主教各國勢力開始受肘。伊比利亞半島的勢力平衡開始向阿爾摩哈德王朝傾斜過來，令天主教各國開始陷入失勢的危機。
情況在幾年後有所改變。1198年，諾森三世當選為教宗。以弘揚天主教的威信，以及擊退伊斯蘭勢力為目標的諾森三世，開始向天主教各國號召，停止彼此的鬥爭，開始向伊斯蘭勢力作出抗衡。結果，形成了第四次十字军东征。以阿方索八世為首的天主教聯軍、來自中歐的十字軍騎士以及葡萄牙及萊昂王國的軍隊開始向伊比利亞半島集結，阿方索的軍勢迅速增加。而在此時，納瓦拉國王桑喬七世及阿拉貢國王佩德羅二世也率領大軍到來，天主教聯軍已經集結六萬之眾。天主教聯軍準備開始向阿爾摩哈德王朝為首的伊斯蘭勢力發動總攻擊。
1212年7月16日，以卡斯提爾國王阿方索八世為首的五萬天主教聯軍及以阿爾摩哈德王朝埃米爾穆罕默德·納西爾領導的十二萬伊斯蘭軍在西班牙托洛薩展開了曠日持久的激戰。這場戰役最後以天主教聯軍的勝利而告終，而阿爾摩哈德王朝軍則損兵六萬餘，更令阿爾摩哈德王朝在伊比利亞的勢力被大大的削弱。
不過，天主教各國無法好好把握這個機會一舉清除伊比利亞的伊斯蘭勢力。卡斯提爾和亞拉岡的國王都在戰後不久逝世，而他們的子嗣，卻因為爭奪王位而導致國家內亂。此外，急於獨大的萊昂王國與葡萄牙王國雖然得以擴張勢力，但仍未能進一步削弱阿爾摩哈德王朝的勢力。結果，天主教各國耽誤近十年才能再次反攻伊斯蘭勢力。

### 阿爾摩哈德王朝的衰弱與伊比利亞南部的征服

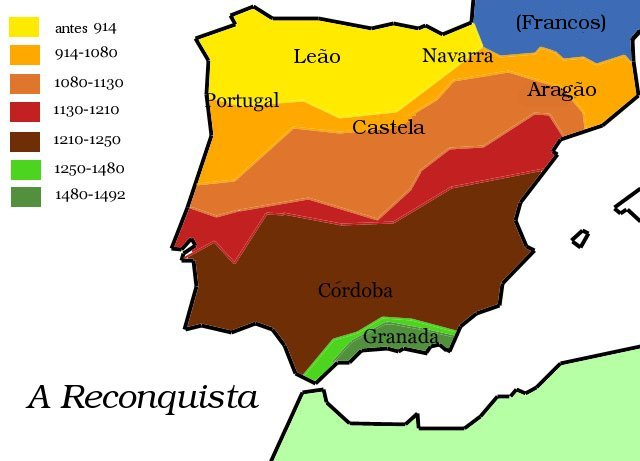
伊比利亞半岛伊斯蘭勢力的退潮（914年－1492年）

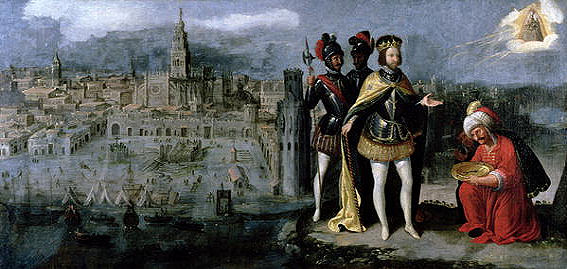
卡斯蒂利亞國王斐迪南三世收復塞維利亞

自托洛薩戰役嘗敗績以後，阿爾摩哈德王朝開始衰落。1224年，納西爾的繼承人優素福二世去世，因而出現了繼承人之爭。有三人同時被擁立為哈里發，內亂更趨激化。同時間，摩洛哥的柏柏人也開始作亂，動搖了阿爾摩哈德王朝的統治，很多地方勢力從王朝中分裂出來。天主教勢力有見及此，開始再度反攻，攻擊伊比利亞南部。
1230年，萊昂王國與葡萄牙王國協同入侵伊比利亞西南部。萊昂攻下了梅里达、巴達霍斯等地，葡萄牙則攻佔了艾瓦斯等地。後來，葡萄牙與亞拉岡聯合攻擊巴利阿里群島，並在1235年將之置於控制之下，其後兩國瓜分之。同年年末，萊昂國王阿方索九世逝世，卡斯蒂利亞國王斐迪南三世繼承了整個萊昂王國。兩國實現統一，以後皆稱呼為卡斯提爾王國。
版圖大幅度擴張的卡斯提爾攻勢再度擴大。1236年6月29日，科爾多瓦被佔據。1243年初，穆尔西亚被卡斯提爾壓制，直至夏季攻勢，卡斯蒂利亞已經攻取卡塔赫納、洛爾卡等地。另一方面，亞拉岡亦於1238年奪回瓦倫西亞的控制權，此後亦大舉侵占其他地方。逐漸地，天主教勢力已經擴展至格拉納達以東。而卡斯提爾和亞拉岡亦簽定協定，共同分割兩者征服所得的土地。
1246年，卡斯提爾圍攻塞維利亞。塞維利亞經過了兩年的苦守後，終於在1248年11月23日開啟城門，正式投降。控制了塞維利亞後，卡斯提爾軍大舉南侵，至1251年已到達直布羅陀海峽一帶。在此時，除了位於格拉纳达，西班牙最後一個由穆斯林建立的奈斯爾王朝外，伊比利亞半島的穆斯林勢力已經退卻。

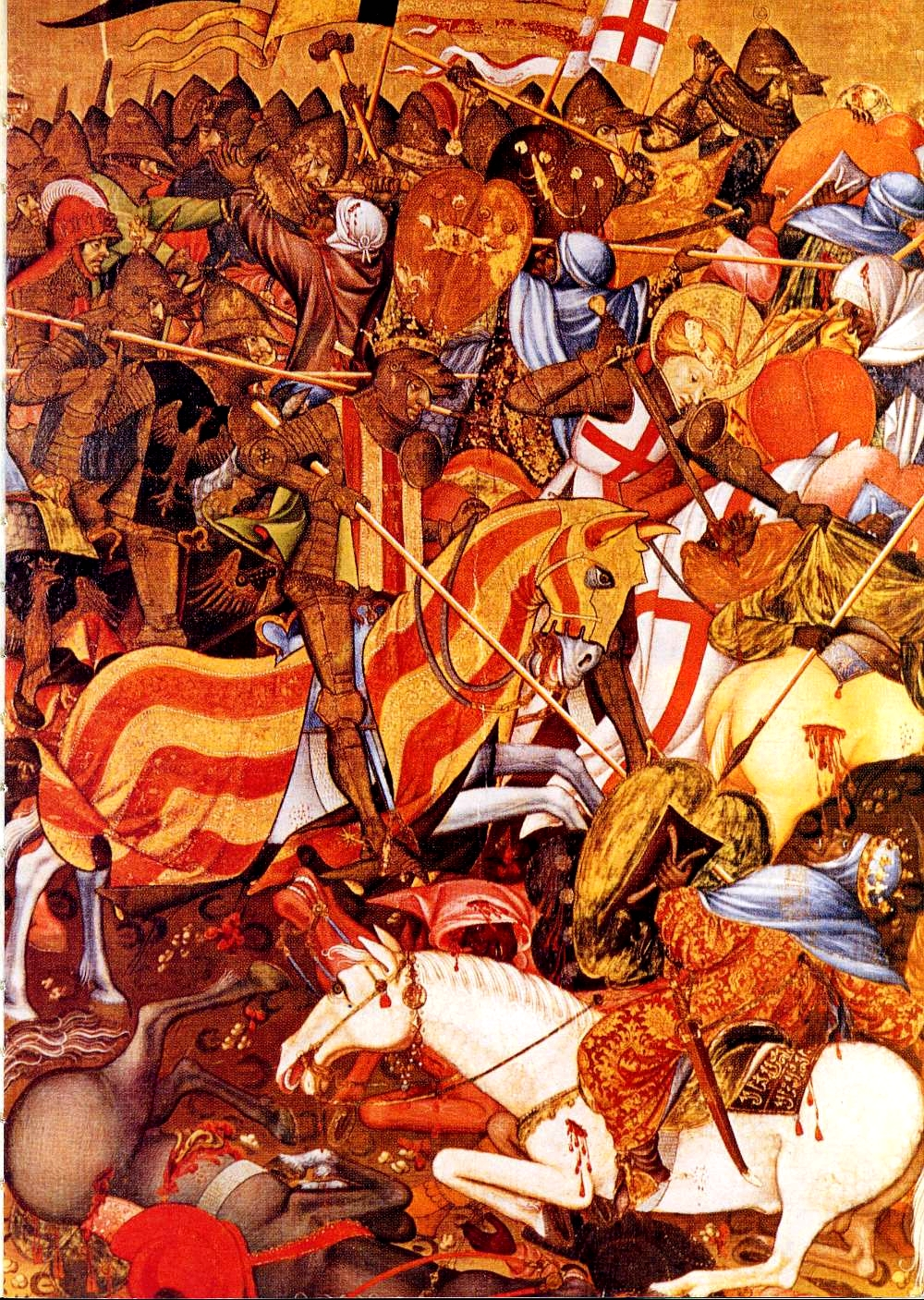
1237年的普爾吉（Puig）之戰

### 奈斯爾王朝的建立與其生存的戰略
1230年，穆罕默德一世建立奈斯爾王朝，這也是穆斯林在伊比利亞半島的最後一個王朝。1235年，它攻陷了格拉纳达，並在1238年遷都於此。對於他們來說，格拉納達擁有內華達山的天險可守，天主教勢力無法輕易的越過這道天然屏障。
而奈斯爾王朝就是透過巧妙的外交策略得以生存。它經常尋找天主教國家作為同盟或是依附的對象。如1246年卡斯提爾發動的塞維利亞圍城戰，奈斯爾大軍便在卡斯提爾的指揮下進攻塞維利亞城。1264年，卡斯提爾對奈斯爾王朝施加壓力，後者便向北非的馬里尼德王朝求助，成功解圍。奈斯爾憑藉其地理上的優勢，對北部的天主教國家及南部的伊斯蘭國家加以利用，得以久安至1492年。
而在首都格拉納達，有大量的天主教徒及伊斯蘭教徒，以及其他民族混居，造就出其文化及經濟上的繁榮。城內的清真寺－阿尔罕布拉宮，就是奈斯爾王朝繁華的見證。這個伊斯蘭經典建築更於1984年被選入聯合國教科文組織世界文化遺產名錄之中。

## 收復失地運動的終結（1251年－1492年）

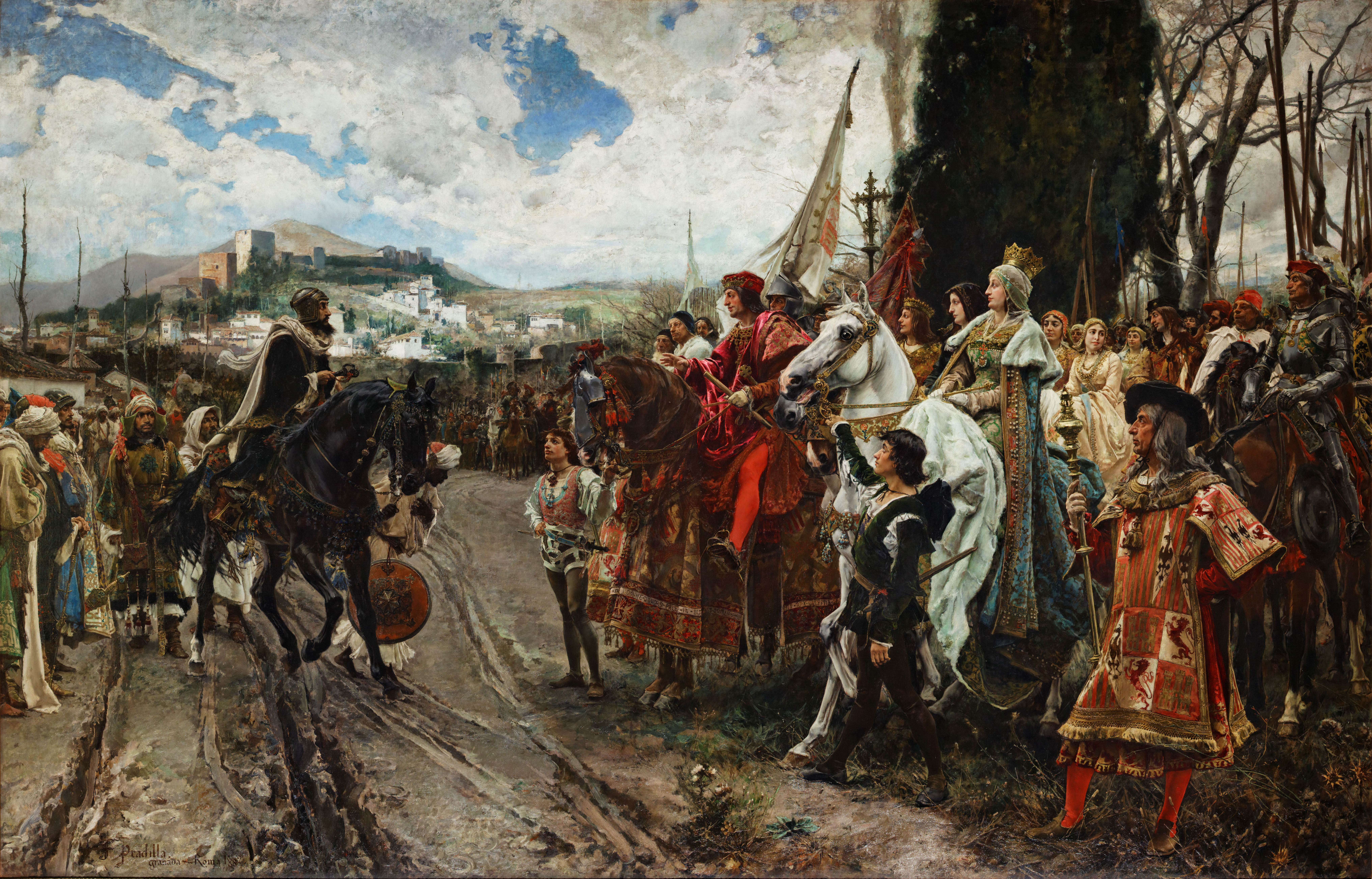
格拉納達末代苏丹穆罕默德十二世向天主教雙王投降

### 天主教勢力的分裂與馬里尼德王朝的戰爭
奈斯爾王朝得以久安二百五十年，全因其高明的外交技巧。此外，天主教勢力出現分裂也是主因之一。阿拉貢王國自1230年代攻克巴利阿里群島以來，便以開拓地中海出海口為目標，而大西洋沿岸的葡萄牙則欲建立一個海上強權，並向非洲及北海進發。至於納瓦拉王國則在卡斯蒂利亞和阿拉貢兩股勢力間掙扎求存。所有伊比利亞天主教國家中，只有卡斯蒂利亞仍然和奈斯爾王朝對峙著。
然而，卡斯蒂利亞急速擴充的版圖只為統治者帶來煩惱。在1212年至1251年間，其版圖擴充了數倍。可是，這使得國內對一些偏遠地區的統治出現困難。而透過征服及聯姻所得到的萊昂、托萊多、科爾多瓦等地仍具有一定的政治影響力，使得卡斯蒂利亞出現政治分裂。此時，卡斯蒂利亞實際上已經成為一個政治聯合體而非一個真正的王國，因此國內常常因為繼承人的問題出現紛爭執，內部紛爭不息。
1260年，卡斯蒂利亞的發展方針轉向非洲。卡斯蒂利亞國王阿方索十世看見積弱的阿爾摩哈德王朝，便抓緊這個機會跨越直布羅陀海峽，大舉入侵摩洛哥。同時，北非的馬里尼德王朝也對苟延殘喘的阿爾摩哈德垂涎三尺，便出兵直取之。1269年，馬里尼德軍拿下阿爾摩哈德首都马拉喀什，阿爾摩哈德王朝滅亡。形勢轉為卡斯蒂利亞與馬里尼德的對峙。1275年，馬里尼德王朝軍從北非及伊比利亞兩條戰線開始攻擊卡斯蒂利亞，但一直處於膠著狀態。直至14世紀中葉，馬里尼德出現內亂，令卡斯蒂利亞處於上風，一舉反擊馬里尼德，令馬里尼德退回北非。而這一次也是伊斯蘭勢力對伊比利亞半島的最後一次入侵。

### 卡斯蒂利亞的內亂與西班牙王國的誕生

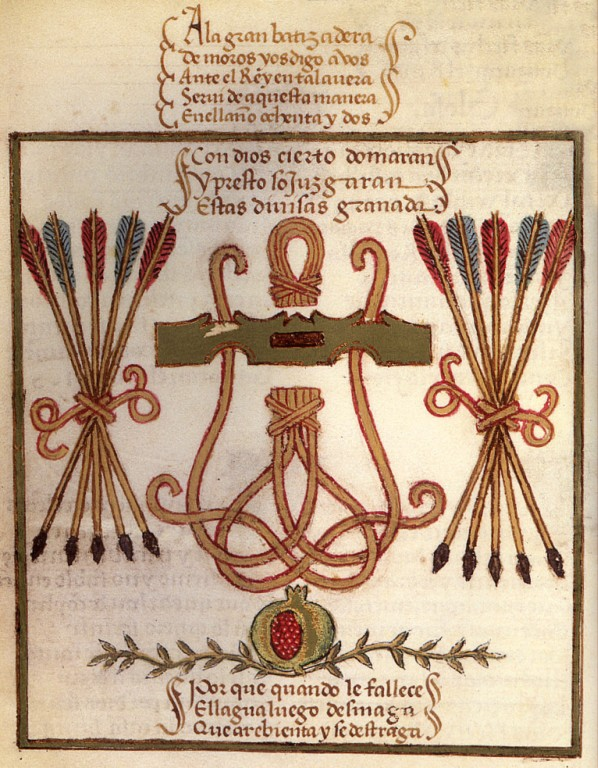
斐迪南和伊莎貝拉的徽章，牛軛（Yugo，Y）和箭（Flechas，F）分別和伊莎貝拉（Ysabel，以那時的拼法）、費迪南（Fernando）的首字母對應，兩人的結合象徵著西班牙帝國的建立

另一方面，在公元1350年登基的卡斯蒂利亞國王「暴君」佩德羅為了強化王權，開始進一步翦除具繼承權的親屬。這使得卡斯蒂利亞開始發生內亂。特拉斯塔馬爾伯爵恩里克得到阿拉貢王國的援助，對抗佩德羅一世。此時，英法百年戰爭開始在歐洲打響，雙方都各自請來英法兩國來支援。國外勢力的加入，令內亂更趨激化。1359年，恩里克成功排除佩德羅一世，成為卡斯蒂利亞的恩里克二世。而卡斯蒂利亞亦因而變為特拉斯塔馬爾王朝。
1469年，卡斯蒂利亞公主伊莎貝拉與阿拉貢王子斐迪南成婚。她後來在1474年即位，而斐迪南也在1479年登基，两人并称“天主教双王”，兩國亦趨於統一，並誕生了日後的海上霸主──西班牙王國。

### 西班牙攻陷格拉納達及收復失地運動的終結
1482年，奈斯爾王朝發生內亂，新生的西班牙王國立刻趁此出兵，以完成統一大業。1486年，西班牙軍完成奈斯爾西邊的壓制，而東邊的控制也在1489年完成。1490年，西班牙軍對奈斯爾王朝的首都格拉纳达進行包圍，格拉納達的守城軍與西班牙軍陷入近兩年的苦戰。1492年1月6日，西班牙攻陷格拉納達的阿尔罕布拉宮，奈斯爾王朝滅亡，時近七世紀的收復失地運動終於完結。而曾有近700多年歷史的伊斯蘭文化亦伴隨半島的統一，西班牙宗教裁判所的出現而消失，大量的非基督徒（猶太人和穆斯林）被逐出西班牙後流落到北非或被東方的鄂圖曼帝國收容。

## 收復失地運動大事年表
| 711年  | 阿拉伯帝國的倭馬亞王朝在伊比利亞半島登陸，並與西哥特王國發生戰爭。其後，西哥特國王羅德里克戰死，西哥德王國滅亡。                                          |
| 718年  | 佩拉約建立阿斯圖里亞斯王國。 |
| 722年  | 佩拉約在對抗伊斯蘭勢力的科瓦東加戰役中取得第一次勝利。 |
| 732年  | 法蘭克王國在圖爾戰役中大破倭馬亞軍隊，令伊斯蘭勢力一度在比利牛斯山以北受阻。                                                                              |
| 750年  | 阿拉伯帝國的倭馬亞王朝滅亡，由阿拔斯王朝取代。 |
| 751年  | 法蘭克王國的墨洛溫王朝沒落，由卡洛林王朝更替。 |
| 756年  | 阿卜杜勒·拉赫曼一世在科尔多瓦建立後倭馬亞王朝。 |
| 778年  | 後倭馬亞軍攻佔潘普洛纳。 |
| 801年  | 法蘭克王國佔據巴塞隆納。 |
| 824年  | 伊內哥·阿里斯塔以潘普洛纳為中心建立起納瓦拉王國。 |
| 905年  | 桑喬一世統一納瓦拉王國與阿拉贡伯国。 |
| 914年  | 阿斯圖里亞斯王國遷都萊昂，國名正式變更為萊昂王國。 |
| 929年  | 後倭馬亞埃米爾阿卜杜勒·拉赫曼三世自稱哈里发。 |
| 932年  | 卡斯蒂利亚伯国建立。 |
| 939年  | 天主教聯軍在錫曼卡斯戰役中大敗後倭馬亞的軍隊。 |
| 976年  | 後倭馬亞王朝的希沙姆二世登基，輔政大臣阿布·埃米爾·曼蘇爾開始抬頭。                                                                                        |
| 1008年 | 後倭馬亞王朝首都科尔多瓦發生政變，希沙姆二世被罷黜。 |
| 1029年 | 卡斯蒂利亚併入納瓦拉王國。 |
| 1031年 | 後倭馬亞王朝滅亡，開啟了泰法割據年代的序幕。 |
| 1035年 | 桑喬大帝去世，其領土被三個兒子所瓜分，令阿拉贡王国及卡斯蒂利亚王国得以建國。                                                                              |
| 1037年 | 卡斯蒂利亞國王斐迪南一世兼併萊昂王國，卡斯蒂利亚－莱昂联合王国正式建國。                                                                                  |
| 1065年 | 斐迪南一世病逝，卡斯蒂利亚－莱昂联合王国開始分裂。 |
| 1072年 | 卡斯蒂利亞國王桑喬二世遭到暗殺，阿方索六世復位。 |
| 1076年 | 納瓦拉王國桑喬四世遭行刺，桑喬·拉米雷斯繼承納瓦拉王國。                                                                                                   |
| 1085年 | 阿方索六世攻陷托萊多城。 |
| 1086年 | 穆拉比特王朝軍登陸伊比利亞半島，並在萨拉卡战役大敗卡斯蒂利亞軍。                                                                                          |
| 1091年 | 穆拉比特王朝征討伊比利亞南部的泰法諸萨拉卡战役，結果卡斯蒂利亞軍大敗國，以加強在伊比利亞的影響力。                                                        |
| 1110年 | 穆拉比特王朝完全統一伊比利亞南部。 |
| 1118年 | 阿拉貢國王威武的阿方索攻下穆拉比特王朝控制的薩拉戈薩。 |
| 1134年 | 加泰罗尼亚－阿拉贡联合王国建國。 |
| 1139年 | 阿方索·恩里克斯戰勝了穆拉比特王朝軍，並乘機策動葡萄牙獨立，自封為葡萄牙君主阿方索一世。                                                                   |
| 1143年 | 萊昂王國正式承認葡萄牙王国的獨立。 |
| 1147年 | 穆拉比特首都马拉喀什淪陷，穆拉比特王朝滅亡，阿尔摩哈德王朝興起。                                                                                          |
| 1198年 | 教宗諾森三世號召天主教國家停止內鬥，一致對抗伊斯蘭勢力 |
| 1212年 | 天主教聯軍在托洛萨战役大敗阿爾摩哈德王朝軍。 |
| 1224年 | 阿爾摩哈德統治者納西爾的繼承人優素福二世去世，阿爾摩哈德國內出現內亂。                                                                                    |
| 1230年 | 萊昂王國、葡萄牙王國及阿拉貢王國開始入侵伊比利亞西南部及巴利阿里群島等地。 同年，萊昂國王阿方索九世逝世，卡斯蒂利亞國王斐迪南三世繼承萊昂王國，兩國統一。 |
| 1235年 | 奈斯爾王朝軍攻陷格拉纳达。 |
| 1236年 | 卡斯蒂利亞軍攻陷科尔多瓦。 |
| 1238年 | 阿拉貢王國控制瓦倫西亞。同年，奈斯爾王朝遷都科爾多瓦。 |
| 1248年 | 卡斯蒂利亞攻佔塞維利亞。 |
| 1260年 | 卡斯蒂利亞開始入侵非洲。 |
| 1269年 | 馬里尼德王朝佔領阿爾摩哈德首都马拉喀什，阿爾摩哈德王朝滅亡。                                                                                              |
| 1275年 | 馬里尼德王朝向伊比利亞半島反攻，成為伊斯蘭勢力最後一次對伊比利亞的入侵。                                                                                  |
| 1350年 | 「暴君」佩德羅登基為卡斯蒂利亞國王，國內開始出現動亂。 |
| 1369年 | 恩里克二世成功排除佩德羅一世，成為卡斯蒂利亞國王，特拉斯塔馬爾王朝開始統治卡斯蒂利亞。                                                                    |
| 1469年 | 卡斯蒂利亞公主伊莎貝拉與阿拉貢王子斐迪南成婚。 |
| 1474年 | 伊莎貝拉即位為卡斯蒂利亞女王伊莎貝拉一世。 |
| 1479年 | 伊莎貝拉之夫斐迪南即位為阿拉貢國王，卡斯蒂利亞與阿拉貢合併，西班牙王國誕生。                                                                              |
| 1492年 | 格拉纳达被西班牙軍攻陷，奈斯爾王朝滅亡，為時七世紀的收復失地運動正式告終。                                                                                |

## 后续影响

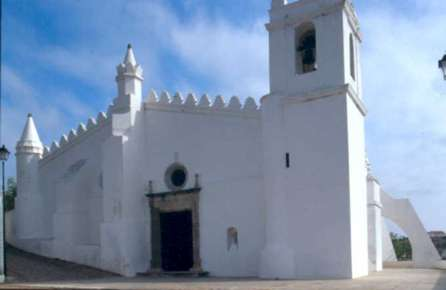
梅爾圖拉的清真寺，如今已成了基督教堂

- 由于天主教政权經歷数个世纪之后在伊比利亚半岛彻底击败伊斯兰势力，使得西班牙、葡萄牙的统治者相信天主是站在他们这一边的，从而产生强烈的宗教使命感。这种使命感正是西班牙、葡萄牙在美洲、亚洲、非洲开拓殖民地的动力之一。哥伦布就是在伊莎貝拉一世與斐迪南二世资助远航美洲的，当时收復失地運動刚刚完成。
- 穆斯林統治者曾对不是穆斯林的臣民征收高额的人头税，以便让其皈依穆斯林信仰；取得勝利之後，天主教政权亦武力消灭或强迫摩尔人、罗姆人和犹太人离开，或者皈依天主教。而皈依天主教的人后来再次受到迫害。西班牙的艺术弗拉明戈就是被压迫的摩尔人、罗姆人和犹太人产生的。

### 引用
1. ↑  根據《大英百科全書》線上繁體中文版的 相關條目 的存檔，存档日期2007-04-27.（版本：2006年8月23日 08:41:14 GMT）， 又譯為收復失土運動、復地運動。

## 外部連結
- （英文）收復失地運動時序表